# Opytnyj
Il cacciatorpediniere Opytnyj (Progetto 45) fu l'unica nave della sua classe costruita. Progettato interamente in Unione Sovietica, fu caratterizzato da enormi problemi tecnici ed ebbe uno sviluppo estremamente lungo.

## Sviluppo
L’Opytnyj fu il frutto di un progetto indigeno, in contrasto con la Classe Gnevnyj, che erano stati costruiti con l'assistenza di tecnici stranieri (italiani, nel caso specifico).
Lo sviluppo di questa nave fu estremamente travagliato. La costruzione del cacciatorpediniere, che all'epoca si chiamava Sergo Ordzhonikidze, iniziò a Leningrado nel 1935, ed il varo si ebbe nel dicembre dello stesso anno. Tuttavia, durante le prove in mare emersero una serie di problemi, sia all'impianto propulsivo, sia di stabilità. Questo costrinse i tecnici ad una ricostruzione quasi totale dell'unità. L'ingresso in servizio si ebbe solo nel 1941.

## Armamento e tecnica
La ricostruzione comportò modifiche notevoli rispetto al progetto iniziale. Infatti, il dislocamento, che raggiunse le 2.170 tonnellate, inizialmente avrebbe dovuto essere di sole 1.570.
Molto diverso, rispetto a quanto previsto dal progetto, fu anche l'armamento effettivamente installato. Infatti, i cannoni da 130 mm, sistemati in torri singole, in origine avrebbero dovuto essere sei e non tre, sistemati in torri binate. Quindi, l'armamento principale, invece di essere superiore ai contemporanei Gnevnyj e Soobrazitel'nyj, risultò essere addirittura inferiore.
I cannoni da 45 mm erano anch'essi in torri singole.

## Il servizio
L’Opytnyj servì la flotta sovietica nel Mar Baltico durante la seconda guerra mondiale. Venne radiato e demolito nel 1956.